# 一心太助 (中村錦之助版)
一心太助（いっしんたすけ）は、東映で製作された中村錦之助 (萬屋錦之介)主演の映画シリーズである。1958年（昭和33年）から1963年（昭和38年）にかけて5本のシリーズが作られた。喧嘩っ早いが義理人情に厚い江戸っ子・一心太助と、ひょんなことから太助の主人（太助は親分と呼ぶ）となった天下のご意見番・大久保彦左衛門の活躍を描く。

## レギュラー出演者
- 一心太助 / 徳川家光（二役）：中村錦之助 (萬屋錦之介)
- 大久保彦左衛門：月形龍之介（第4作のみ進藤英太郎）
- お仲：中原ひとみ（第1〜3作）、北沢典子（第4作）、渡辺美佐子（第5作）
- 源兵衛：杉狂児
- 松平伊豆守：山形勲（第1〜3、5作）
- 笹尾喜内：堺駿二（第1〜3作）、田中春男（第4作）

## シリーズ作品

### 江戸の名物男 一心太助
『江戸の名物男 一心太助』（えどのめいぶつおとこ いっしんたすけ）は、1958年2月5日に公開されたシリーズ第1作。監督は沢島忠、脚本は田辺虎男。

#### キャスト
- 一心太助、将軍家光：中村錦之助 (萬屋錦之介)
- 大久保彦左衛門：月形龍之介
- お仲：中原ひとみ
- 喜内：堺駿二
- おしま：赤木春恵
- 松平伊豆守：山形勲
- 原伊予守：加賀邦男
- おしの：東龍子
- 源兵衛：杉狂児
- 和泉屋勘五郎：高松錦之助
- 佃屋伍兵衛：水野浩
- 金助：星十郎
- 水野十郎左衛門：小柴幹治
- 大八：伊東亮英
- 阿部：沢田清
- 矢頭源治郎：月形哲之介
- 堀江能登守：中村時之介
- お文：中島栄子
- 蜆売りの子供：宮崎照男
- 長岡備中守：国一太郎
- 加賀爪陣十郎：丘郁夫
- 小川半二郎：藤木錦之助
- 磯部代二郎：遠山恭二
- 近藤登之介：五味勝之介
- 弥作：島田秀雄
- 米屋久兵ヱ：矢奈木邦二郎
- 兼松又四郎：小田部通麿
- 魚安：石丸勝也
- 蛸八：舟津高也
- 三吉：舟井弘
- 倉持文平：浅野光男
- 三次：東日出男
- お清：上田千里
- 鉄之介：村上邦彦
- お加代：美山れい子
- 浅乃：北村曙美
- 稲葉小僧：片岡栄二郎
- 弥太郎：里見浩太郎 (里見浩太朗)[要出典]
- 老婆：岡島艶子

### 一心太助 天下の一大事
『一心太助 天下の一大事』（いっしんたすけ てんかのいちだいじ）は、1958年10月22日に公開されたシリーズ第2作。監督は沢島忠、脚本は鷹沢和善。

#### キャスト
- 一心太助、将軍家光：中村錦之助 (萬屋錦之介)
- 大久保彦左衛門：月形龍之介
- お仲：中原ひとみ
- 笹尾喜内：堺駿二
- 幸吉：田中春男
- おとよ：桜町弘子
- 良恵：丘さとみ
- お八重：東龍子
- 松平伊豆守：山形勲
- 原伊予守：加賀邦男
- 水野十郎左衛門：小柴幹治
- 桑山伊勢守：二代目 市川小太夫
- 川勝丹波守：進藤英太郎
- 用人軍兵衛：清川荘司
- 相模屋茂兵衛：原健策
- 為吉：二代目 沢村宗之助
- 源兵衛：杉狂児
- 大八：沢田清
- 人足　吾助：国一太郎
- 人足　喜助：東日出雄
- 久吉：小田眞士
- 丹波守の家臣：中村幸吉
- 加々爪陣十郎：古石孝明
- 畄：佐々木松之丞
- 軽子　魚寅：香月凉二
- 軽子　魚太：波多野博
- 植木職　伊八：遠山恭二

### 一心太助 男の中の男一匹
『一心太助 男の中の男一匹』（いっしんたすけ おとこのなかのおとこいっぴき）は、1959年（昭和34年）11月29日に公開されたシリーズ第3作。監督は沢島忠、脚本は鷹沢和善。

#### キャスト
- 一心太助、将軍家光：中村錦之助 (萬屋錦之介)
- 大久保彦左衛門：月形龍之介
- お仲：中原ひとみ
- 松平伊豆守：山形勲
- 松前屋五郎兵衛：大河内傳次郎
- 大原伊十郎：徳大寺伸
- 源兵衛：杉狂児
- 糸吉：夢路いとし
- 鯉平：喜味こいし
- 笹尾喜内：堺駿二
- 神尾備前守：進藤英太郎
- 丹波屋重蔵：原健策
- 神尾主膳：阿部九洲男
- 伴蔵：沢村宗之助
- 正覚：三島雅夫
- 原伊予守：加賀邦男
- 京極左京亮：高松錦之助
- 阿部豊後守：小柴幹治
- お恵：丘さとみ
- 金助：星十郎
- 大原弦太：花房錦一
- 鮫島三太夫：中村時之介
- 大八：長島隆一
- 紋吉：尾形伸之介
- 小野寺権作：小田部通麿
- 野崎格之進：中村幸吉
- 浜田六兵衛：片岡半蔵
- お文：浜恵子
- お光：月笛好子
- おくま：金剛麗子
- 山田三郎兵衛：藤木錦之助
- 直助：遠山恭二
- 畄：島田秀雄
- 市助：国一太郎
- 三吉：香月凉二
- 近習：近江雄二郎
- 近習：若井綠郎
- 魚平：波多野博
- 弥十：藤本秀夫
- 権太：森島欣作

### 家光と彦左と一心太助
『家光と彦左と一心太助』（いえみつとひこさといっしんたすけ）は、1961年（昭和36年）1月3日に公開されたシリーズ第4作。監督は沢島忠、脚本は小国英雄。

#### キャスト
- 一心太助、将軍家光：中村錦之助 (萬屋錦之介)
- 大久保彦左衛門：進藤英太郎
- 徳川忠長：中村賀津雄 (中村嘉葎雄)
- 徳川秀忠：北龍二
- お仲：北沢典子
- お楽：桜町弘子
- およし：吉川博子
- 春日局：松浦築枝
- お豊：木暮実千代
- 北の方：風見章子
- 土井大炊助利勝：高松錦之助
- 柳生但馬守宗矩：六代目坂東蓑助（八代目坂東三津五郎）
- 柳生十兵衛三厳：平幹二朗
- 本多上野介正純：薄田研二
- 鳥居土佐守成次：山形勲
- 安藤対馬守重信：香川良介
- 柳生又十郎宗冬：尾上鯉之助
- 酒井阿波守忠行：徳大寺伸
- 尾張大納言義直：明石潮
- 武田道庵法印：水野浩
- 笹尾喜内：田中春男
- 源兵衛：杉狂児
- お常：赤木春恵
- 根岸平八郎：中村錦司
- 加東家熊五郎：沢村宗之助
- 三河屋兵助：中村時之介
- 春日局：松浦築枝
- 伍助：星十郎
- 三吉：長島隆一
- 権次：尾形伸之介
- 松造：小森敏
- 根岸平八郎：中村錦司
- 次郎松：島村徹
- 巳之吉：中西一夫
- 国松：中村梅枝
- 竹千代：中村米吉
- 医者：片岡半蔵
- 大久保家家臣：遠山恭二
- 暁天堂：源八郎
- 大八：小田真士
- 茶坊主：近松竜太郎
- 茂作：波多野博
- 為吉：香月凉二
- 嘉七：小田山良樹
- 弥十：村田天作
- 金太：田中亮三
- 佐平：丘路千
- 大久保家腰元：加藤れい子

### 一心太助 男一匹道中記
『一心太助 男一匹道中記』（いっしんたすけ おとこいっぴきどうちゅうき）は、1963年（昭和38年）1月15日に公開されたシリーズ最終作。監督は沢島忠、脚本は那須美三、沢島忠。

#### キャスト
- 一心太助、将軍家光：中村錦之助 (萬屋錦之介)
- 大久保彦左衛門：月形龍之介
- 松平伊豆守：山形勲
- お仲：渡辺美佐子
- 伝助：常田富士男
- 魚平：米倉斉加年
- 浜木綿の源太：ジェリー藤尾
- お静：十朱幸代
- 若浦屋嘉兵衛：平幹二朗
- 浜熊：佐藤慶
- 代官：稲葉義男
- 大八：田中邦衛
- 辰：中村錦司
- 吉：大前均
- 源兵衛：杉狂児
- 馬子：左卜全